# Tibtenga-Foulbé
Tibtenga-Foulbé est une localité du département de Nasséré, dans la province de Bam, dans le Centre-Nord, au Burkina Faso. En 2006, cette localité comptait 170 habitants dont 57,6% de femmes.